# 三笑亭可楽 (6代目)
六代目三笑亭 可楽（さんしょうてい からく）は、落語家。江戸と上方にそれぞれいる。

## 江戸
東京六代目 三笑亭 可楽（さんしょうてい からく、1846年11月3日〈弘化3年9月15日〉 - 大正13年〈1924年〉8月18日）は、落語家。本名∶中村 勘三郎。通称は住んでいた場所から「三味線堀の可楽」。
六代目桂文治の門下で文鶴。そののち慶治に改名。桂大和を経て再び文鶴を名乗る。1884年に六代目翁家さん馬に改名。
1913年1月、六代目三笑亭可楽を襲名。1920年、引退。以後は浅草小島町で暮らしていた（一説には宇都宮で義太夫語りをしていた息子と一緒に余生を過ごしていたという）。1924年、死去。墓所は東京都豊島区西巣鴨にある「善養寺」。戒名は「圓寿道勘信士」。
伊藤博文のそっくりさんで売ったという。活動写真制作元のエム・パテー商会（後の日活）によって作られた『伊藤公爵の一代記』でも伊藤博文役を演じている。
本名は歌舞伎俳優の中村勘三郎と同姓同名で、東京六代目の売りも道具入り芝居噺であった。ほかにも義士伝が得意であった。
俳句が趣味で、「久松が灰に文字書く火鉢かな」などの持ち句がある。

## 上方
上方六代目 三笑亭 可楽（さんしょうてい からく、1861年 - 1925年）は、落語家。本名：辻村 藤三郎。享年不詳。
初め四代目笑福亭吾竹門下で三笑亭吾妻と言い、吾竹が1887年11月、京都で五代目三笑亭可楽を名乗った際、同時に上方初代の三笑亭芝楽を名乗った。
1890年12月に上京し、四代目三遊亭圓生の客分として三遊派に加入し、翌年に初席。しかし、当時の東京には上方落語を受け入れる土壌は未だ育っておらず、初代桂小南以前に東上した大阪の落語家としての足跡は、そのまま忘れ去られてしまった。
1894年4月に真打昇進したが、間もなく京都に戻り、二代目桂文枝門下で初代桂文光を名乗る。その後、何らかの理由で文光の名を返上させられ、芝楽に戻る。その後、1910年に六代目三笑亭可楽を襲名するも、錦座の経営難で転業になり引退同然のような形になった。
1911年7月、五代目橘家圓太郎から京都笑福亭の席亭の座を譲られる。晩年は、娘が祇園で営んでいた茶屋「辻村屋」で悠々自適の余生を過ごしたり、芸人（落語、講談、手品、俄など）を引き連れて老松会を組織し慈善公演を行なったりもした。

### 門下
- 八代目桂文治
- 二代目三笑亭吾妻
- 二代目三笑亭小芝
- 桂三八